# Bae Yong-jun
Dans ce nom coréen, le nom de famille, Bae, précède le nom personnel.
Pour les articles homonymes, voir Bae.
Bae Yong-jun est un acteur sud-coréen, né le 29 août 1972 à Séoul (Corée du Sud). Il tient le rôle principal dans la série télévisée Sonate d'hiver (Gyeoul yeonga) (2002). Le succès de cette série télévisée à l'étranger a fait de Bae Yong-joon l'acteur coréen le plus populaire au Japon.

## Filmographie
- 1995 : A Place in the Sun, de Jeon San (série télévisée)
- 1996 : Papa, de Jeon Gi-sang (série télévisée)
- 1997 : First Love, de Lee Eung-jin (série télévisée)
- 1997 : PpilKu, de Yu Jin-seon
- 1998 : Youth at Barefoot, de Kim Eung-gyu (série télévisée)
- 1999 : True to Love, de Park Jong (série télévisée)
- 2001 : Hôtelier, de Jang Yong-wu (série télévisée)
- 2002 : Sonate d'hiver, de Yun Seok-ho (série télévisée)
- 2003 : Untold Scandal, de E J-Yong
- 2005 : April Snow, de Hur Jin-ho
- 2007 : The Legend,
- 2011 : Dream High,

## Récompenses
- Meilleur espoir masculin lors des Blue Dragon Film Awards 2003 pour Untold Scandal.
- Meilleur espoir masculin lors des Baeksang Best Film Awards 2004 pour Untold Scandal.
- Le MBC Grand award en 2007 pour son rôle dans The Legend